# Картуков, Геннадий Александрович
Генна́дий Алекса́ндрович Картуко́в (15 января 1943 — 8 января 2019) — украинский артист цирка (рыжий клоун), воздушный гимнаст, акробат, режиссёр.

## Биография
Родился в городе Первоуральск Свердловской области во время эвакуации в семье железнодорожника Картукова А. Н.
После окончания войны, в конце 1945 года семья возвращается на Украину, в город Никополь Днепропетровской области.
- 1950 — обучается в школе № 21 г. Никополь. После школы Г. А. Картуков поступает в горный техникум.
- 1958 — работает на Никопольском южно-трубном заводе, где начинает заниматься в цирковой студии ДК завода под руководством А. Бекеша.
- 1962—1965 — служба в армии.
- 1966 год — поступает на работу в Киевский цирк на сцене с номером «Воздушный гимнаст на ловиторке». В цирке Геннадий увлекается клоунадой, и под руководством режиссёра заслуженного артиста УССР Е. Ф. Чеколтана в 1968 году выпускает второй номер «клоун-эксцентрик».
- 1975 год — становится дипломантом конкурса артистов цирка.
- Весной 1977 в Киеве, на третьем фестивале молодёжи Украины с номером «воздушный гимнаст на ловиторке», Геннадий Картуков вместе со своей партнёршей и женой Плехановой Любовью Матвеевной становятся лауреатами фестиваля (за исполнение сложнейшего трюка — пролёта по тросу через весь стадион .
- Осенью 1977 года за вклад в развитие циркового искусства Картукову Геннадию Александровичу было присвоено звание «Заслуженный артист Украинской ССР».
- 1979 — вместе с Л. М. Плехановой выпускает комическо-aкробатический номер «Посылка». В своем репертуаре использует такие репризы как: чехарда, цыганочка, музыкальная эксцентрика, трапеция, балет, насос, акробат, комический жонгляж, печенье, и др.
- 1987 год — уходит на пенсию.
- 1988 год — вместе с женой Плехановой Л. М. возглавляет цирковую студию «Юность» при ДК завода ЮТЗ (Никополь), где подготавливает и выпускает в свет немало профессиональных цирковых артистов.
- 1995 — возвращается в цирк («Укрдержцирк»).
- 21 марта 2000 года награждён медалью «Ветеран труда».
- 2004 — вместе с женой открывает частный цирк «Балаганъ».
- 2006 — организует Украинскую общественную организацию «Цирковая компания „Парадокс“», где занимает должность вице-президента.
- 2008 — совместно с   Л. М. Плехановой открывает первый на Украине передвижной цирк-шапито «Цирк на Воде».

Дети Геннадия Картукова продолжают цирковую династию. Старший сын Александр Картуков (05.11.1971) работает клоуном-эксцентриком, дочь Елена Картукова (06.07.1979) — воздушной гимнасткой. В семье подрастает уже третье поколение цирковых артистов.
За свою творческую карьеру Геннадий Картуков подготовил немало цирковых артистов: клоунов Ю. Xисамутдинова и А. Волобуева, клоунскую группу «Ротозеи», гимнастку на трапеции М. Каваллини (США), а также создал акробатический номер «Маляры» В. Мотузко.
Г. А. Картуков в совершенстве владеет акробатикой, гимнастикой, искусством клоунады, пародии, игрой на разнообразных музыкальных инструментах. Вот что писали газеты во время турне по Северной Америке: «Украинские клоуны Геннадий и его сын Александр Картуковы своими комическими номерами доводят американскую публику до истерического смеха!» (газета «The Berkshire Eagle» США 17.07.1998)
Ушел из жизни 8 января 2019 года от продолжительной болезни.

## Награды
- Медаль «Ветеран труда»;
- Заслуженный артист Украинской ССР;
- Дипломант конкурса артистов цирка;
- Лауреат фестиваля Молодёжи Украины.